# Hydriomena victoria
Hydriomena victoria är en fjärilsart som beskrevs av Barnes och Mcdunnough 1917. Hydriomena victoria ingår i släktet Hydriomena och familjen mätare. Inga underarter finns listade i Catalogue of Life.